# Bernat Antoni de Boixadors i Sureda de Sant Martí
Bernat Antoni de Boixadors i Sureda de Sant Martí   (Barcelona, 24 d'abril de 1702 - Lisboa, 1 de novembre de 1755), comte de Peralada i vescomte de Rocabertí, fou un militar, diplomàtic i il·lustrat català.

## Biografia
Era fill primogènit de Joan Antoni de Boixadors i de Pinós, comte de Savallà, i de Dionísia Sureda de Sant Martí i Çafortesa. El seu pare s'afilià a la causa de Carles d'Àustria i desenvolupà diversos càrrecs importants. Després de la desfeta de Barcelona se n'anà a Viena al servei de l'emperador. Els fills romangueren a la cura d'uns parents. Bernat Antoni estudià Humanitats i tres anys de carrera militar. En arribar a la majoria d'edat, el seu pare li cedí els títols de vescomte de Rocabertí i comte de Peralada així com els seus drets sobre Requesens.
Entre els desitjos del seu pare hi havia el de recuperar l'esperit de l'Acadèmia dels Desconfiats, que ell mateix havia fundat el 1700. Bernat Antoni promogué reunions periòdiques d'erudits a casa seva i l'1 d'abril de 1729 fou un dels fundadors de la nova Acadèmia de Bones Lletres de Barcelona, conjuntament amb una vintena de companys, entre ells el seu germà Joan Tomàs. En seria president des de l'any 1734.
El 1733 ingressà a la guàrdia de Felip V. Participà activament a la campanya d'Itàlia i anà ascendint graons en la carrera militar. El 1737 tornà a Catalunya amb el grau de coronel. El 1741 ascendí a mariscal de camp i el 1755 a tinent general. El 1739, Bernat Antoni s'havia casat amb 'Cecília de Chaves, i e 1745 nasqué el seu fill i hereu Ferran Felip Basili de Boixadors i de Chaves.
El 1753 fou nomenat ambaixador d'Espanya a Portugal. Traslladada la seva residència a Lisboa, tingué la desgràcia de coincidir amb el devastador terratrèmol que assolà la ciutat l'1 de novembre de 1755 i que posà fi a la seva vida i la de desenes de milers de víctimes més.